# TWO突風!
『TWO突風!』（ツーとっぷ!）は、作・藤井良樹、画・旭凛太郎による日本の漫画作品。『週刊少年チャンピオン』（秋田書店）で連載された。
本作はチーマーや愚連隊たちの争いを題材としており、中学生時代に「ツートップ」と呼ばれた池上 火祭と矢澤 荒野の2人組を主役に据えている。

## あらすじ
チーム CRASH☆RUSH編（第1話～第12話）
中学生時代に「ツートップ」と呼ばれた池上 火祭（以下：ヒーマ）と矢澤 荒野（以下：コウヤ）は「ツートップ」と呼ばれて恐れられていたが、ヒーマが少年院に入所する羽目になる。残されたコウヤは第三学区（サンガク）をテリトリーに、相棒のいない苛立ちをケンカで費やす日々を送っていた。
そんなある日、友人のコージがCRASHのハヤカワによってコージの友人であるカズシと強制タイマンにより重傷を負う。単身クラブキンシャサに乗り込んだコウヤは、少年院から出所したヒーマと再会し、ハヤカワを含めたチーマー20人を2人で潰し、CRASH☆RUSHへの宣戦布告を行う。
2人を潰すべくCRASH☆RUSHは100人の寄せ集め部隊と幹部直属の部隊を差し向けるが、2人によって幹部のB.I.G.と金城の2人を含め半壊状態へと追い込まれる。
桐島 鷹人はツートップによって大怪我をさせられた者たちで編成された特別部隊を送り込んでコウヤを拉致する。助けに来たヒーマは鷹人とタイマンを張る中、拉致されたコウヤは息を吹き返し、ワゴン車を横転させ、乗っていた全員を潰しにかかる。
2対2の戦いの末、桐島兄弟を潰した2人の名前はストリートの台風として名が知れ渡る事となる。
三つ巴抗争編（第13話～第24話）
ある日、ツートップはクラブでの騒動で「SCAR FACE BLACK」（以下：S.F.B）のカリルと出会う。その流れで、3人はギャング「Thug NATION 」（以下：サグ）の弓永、暴走族「魔人銃」の獅子丸を相手に喧嘩する。2人は知らず知らずにのうちに、S.F.B、サグ、魔人銃の三つ巴の抗争に巻き込まれていた。亜美潟はS.F.Bのアジトに拉致されるが、ヒーマの策略によりアジトを急襲した獅子丸の乱入により、亜美潟は解放される。その後、S.F.Bは美潟の生還パーティーが開かく、獅子丸奪還という建前で「魔人銃」が乗り込む。S.F.Bはゲリラ遊撃隊を呼ぶために時間稼ぎを試みるも失敗。しかも、S.F.Bゲリラ遊撃隊率いるコディの裏切りによりクラブは内側から崩壊。それを合図に魔人銃もなだれ込んでくる。こうして、クラブから生還できたのはコウヤ、カリル、亜美潟、ノゲーラ、ピカチューの5人だけであった。
のちにこの出来事は＜魔人銃 池袋ギャング全滅伝説＞としてストリート中に流れる事となる。
生き残れ！暴走族抗争編（第25話～第44話）
魔人銃による残党狩りの結果、S.F.Bとサグは壊滅し、残党狩りに使われていたコディ率いるネオS.F.Bも無残な最期を迎える。ヒーマ達6人のはぐれ軍団は反撃を展開し、池袋で魔人銃の特攻隊長ｔ親衛隊を撃破する。
魔人銃は新たな特攻隊長の選考会を行い、＜柳田事件＞で曝狼連を追放処分となった座羅月を据える。新特攻隊の披露を兼ねた土曜日の本集会を狙い、特攻隊長になったばかりの座羅月を倒し、騎羽にもとどめを刺す。
降参した騎羽はケジメとして総長、副長、特攻隊長の特攻服を燃やし、東京ストリート戦国時代は一応の幕を閉じる事となる。
ストリートレジスタンス 関東騒乱編 序章（第45話～第53話）
魔人銃とはぐれ軍団の抗争から1ヶ月半後、カリルはサウスブロンクスの昔のギャングスタ仲間から助けを求められ、ヒーマ達に黙って単身現地へ向かい、ノゲーラもカリルの助太刀の為、後を追う。亜美潟もギャングを引退し、カレーショップAmmy'sを開店していた。
東京ストリートは覇王餓瑠屍鐚によって一応の平穏を保っていたが、渋谷を根城とするR.O.S.E.が30年間横須賀から一歩も出なかった伝説の最恐集団 横須賀SKINHEADS 怒撫鼠によって叩き潰される。
そんな中、下町の愚連隊 賊軍と、千葉からやって来た東関東レディースの血呼娘婆亜尼裸の九十九里姉妹が、覇王餓瑠屍鐚の梵葉によって手当たり次第クスリを捌いている情報を、ツートップと亜美潟の元へ持ち込んでくる。
梵葉を中心に覇王餓瑠屍鐚、賊軍、怒撫鼠のそれぞれのうごめきにヒーマとコウヤは巻き込まれ、それぞれ独自に動き始める。
ストリートレジスタンス 関東騒乱編 横須賀密航喧嘩旅、覇王餓瑠屍鐚通り魔編（第54話～第61話）
クスリと暴力を用いてストリートの支配をもくろむ、横浜・本牧ストリート魔賊威婀 ローライダーズ HYDRO-High-JACKERを追って、コウヤは賊軍と共に横須賀へ乗り込む。一方ヒーマは、拉致られた鮎湖達を梵葉の情報から覇王餓瑠屍鐚南西支部より救出し、覇王餓瑠屍鐚の襲撃を開始する。
その横須賀は、魔賊威婀 ローライダーズ HYDRO-High-JACKERによってクスリ漬けにされた集団が好き勝手に暴れる街に成り下がっていた。
一方でヒーマは覇王餓瑠屍鐚の副総長、平メン数十名を潰し、特攻隊長の絶海とは引き分けに終わる。
賊軍の蛇窪と怒撫鼠の壬生狼はお互いの情報を交換し、魔賊威婀 ローライダーズ HYDRO-High-JACKERが緊急大集会を行う情報を手に入れる事に成功する。そして、賊軍とコウヤは集会へとその潜入する。
ストリートレジスタンス 関東騒乱編 　最終章（第62話~第70話）
新神奈川亞鵜斗籠雷駄亞厨　餓衆連合の集会に潜入した賊軍とコウヤだったが、この集会は囮だった。本隊である『真・神奈川亞鵜斗籠雷駄亞厨　餓衆連合』は覇王餓瑠屍鐚、賊軍をたった一晩で壊滅させる。
蛇窪と組んだコウヤは横須賀米軍から拳銃を入手し、梵葉が潜む廃ビルへと侵入する。だがコウヤは梵葉とのタイマンで敗れるが、蛇窪は拳銃以外に手榴弾を仕入れており、梵葉を道連れに手榴弾のピンを抜く。
濱美とコウ爾が梵葉私兵団の如月から聞き出した梵葉の携帯に出たのは百歩田であった。百歩田は居場所を伝えると、ヒーマは絶海と組み百歩田との決戦に挑むが伝えられた居場所には百歩田はおらず、たった一人で渋谷を守る怒撫鼠を壊滅させる。
駆け付けたヒーマ、絶海の前に現れた餓衆連合の兵隊が周囲を囲むが、連絡を受けた壬生狼たちが現れ、戦況膠着となり、壬生狼と百歩田のタイマンで決着をつける事となる。
タイマンは壬生狼の勝利の終わり、百歩田に止めを刺そうとする壬生狼達の前に爆破されたビルから生還した梵葉が現れ、百歩田との約束を守る為、壬生狼諸共サブマシンガンで撃ち殺し、勝利を宣言する。負傷した全員が退院する頃、梵葉は独立マフィァ系無領域暴力団の會長へと昇りつめた。
本職となった為、連合を統一させる為に元R.O.S.E.の権田を餓衆連合の頭に据えるパーティーに乱入したヒーマによって権田を瞬殺したのち、R.O.S.E.達が所持している拳銃を手に入れ、コウヤと共に最後の『喧嘩』をする為に梵葉へと立ち向かう。

## 主な登場人物

### ツートップ
池上 火祭（いけがみ ひまつり）
二つ名
- "喧嘩天才伝説"
- "ツートップの片割れ"

矢澤 荒野（やざわ こうや）
二つ名
- "喧嘩バカ一代"
- "ツートップの片割れ"

### CRUSH☆RUSH
金と麻薬と女の扱いがうまいだけのチームだったが、東京珠川少年院を出所した桐島 鷹人が実権を握ると武闘派を中心とした幹部組と、前述のパーティー等を行う者達にバランス良く分かれている。　武闘派の鷹人の下に弟の蔵人、幹部に春山、ジュン、B.I.G.、金城がおり、幹部には直属の10人程の『部隊』がいる。
桐島 鷹人（きりしま たかんど）
総長。
桐島 蔵人（きりしま くろうど）
副総長。

### Scar Face Black
カリル ウティカー 九澄（くずみ）
リアルストリートギャングスタ「Scar Face Black」のプレジデント。S.F.Bゲリラ遊撃隊を中心としたゲリラ戦を得意とするが、基本的にはカリル個人で動く事が多い。
二つ名
- "族狩り外国人（ハーフ）"

鼓寺 真志（こでら しんじ）
副プレジデントで、愛称は"コディ"。

#### ゲリラ遊撃隊
フジモリ 雅也（まさや）
二つ名
- "ゲバラ"

野良 慶州（のら けいしゅう）
二つ名
- "ノゲーラ"

### Thug NATION
亜美潟 敬（あみがた けい）
池袋を拠点とするギャング団「Thug NATION」のプレジデント。派手好きで、自身もROVERを所有している。ただし本質はギャングであり、他のギャング潰しでは陰湿な手口を使用する。
二つ名
- "極悪パフィ"

弓永 純真（ゆみなが じゅんしん）
副プレジデント。
二つ名
- "極悪パフィの相方"
- "亜細亜の純真"

比嘉 忠市（ひが ちゅういち）
二つ名
- "カミソリ・ピカチュー"

### 大日本曝狼連盟 魔神銃（マシンガン）
騎羽 俊介（きば しゅんすけ）
暴走族による連盟・大日本曝狼連盟の中核である「魔神銃」の総司令部総代表、第二十四代総長。
二つ名
- "凶暴オオカミ"
- "狂狼"
- "喰い殺し狼 斬ル斬ルKILLER"

獅子丸 銀次（ししまる ぎんじ）
前特攻隊長。
二つ名
- "怪傑ブンブン丸"

五頭 成光（ごず なるみつ）
総司令部副代表。
二つ名
- "硬派のミツ"

座羅月 龍頭（ざらづき りゅうと）
魔神銃特攻隊「屍弐翔賊（しにしょうぞく）」隊長。
二つ名
- "人間怒羅ゴン"
- "関東平野の悪い夢"

柳田 邦典（やなぎだ くにのり）
総司令部総代表、第二十三代総長。
二つ名
- "東の空に柳田あり"
- "最強不良不動明王"

#### 親衛隊 "トリオ・ザ・暴力"
中群 馬太郎（なかむれ うまたろう）
二つ名
- "仏恥義理暴れ馬"

中群 鹿之助（なかむれ しかのすけ）
二つ名
- "狂い咲き蛮毘"

中群 蝶三郎（なかむれ ちょうざぶろう）
二つ名
- "乱れ飛び悶死露蝶"

#### 親衛隊 "アホレンジャー"
火野 篤（ひの あつし）
二つ名
- "火の玉R&R暴威"

能見 真澄（のうみ ますみ）
二つ名
- "走り出したらもう止まらない違反切符10枚綴りのノーチン"
- "ノーチン・IS・BIG"

尾崎 辰夫（おざき たつお）
二つ名
- "荒川区の尾崎"

山本山 昇（やまもとやま のぼる）
二つ名
- "シベリアン犬殺し"

咲坂 翔吾（さきさか しょうご）
二つ名
- "マクリの翔"

### 東関東女蘭狐璃威（めらんこりい）連盟 初代 血呼娘婆亜尼裸（ちょこばにら）
九十九里 紫都華（くじゅうくり しずか）
総長。
二つ名
- "房総半島直撃スケ蛮タイフーン"
- "煙草吹かして血飛沫4リットル"

九十九里 濱美（くじゅうくり はまみ）
副長。
二つ名
- "暴力系妹木更津代表"
- "渚の辛口Bガール"

### 極統連合 覇王餓瑠屍鐚（キングガルシア）
梁 義明（りょう よしあき）
暴走族「極統連合 覇王餓瑠屍鐚」の第二十六代総長。
二つ名
- "東京NO.1パンチパーマ"
- "路上の広域番長"

梵葉 豪豪豪（ぼんば ごうごうごう）
新規開発路上マーケティング部門担当補佐官エグゼクティブ。
二つ名
- "愛と暴力のボンバーヘッド"
- "くそッたれ革命児"

倭久井 ジェームス 美智雄（わくい ジェームス みちお）
副長待遇若頭。
二つ名
- "理由なき蛮行"
- "殺ってる殺ってるジミーちゃん"
- "副都心のジミー"
- "ジェームス・ディーンのように2003"
- "ジミー・ザ・ルシファー"
- "Jimmyちゃん・Fuckin・Kaッちょいい"

沼尻 我矢彦（ぬまじり がやひこ）
南西地区支部長。
二つ名
- "人から産まれた忠犬ガチ公"

危代原 樺太（きよはら からふと）
副総長。
二つ名
- "危険な悪の知能指数 IQ4649"

絶海 救流（ぜっかい ぐる）
特攻隊長。
二つ名
- "平成非行少年の極北"

### ボンバー私兵団（アーミー）
ハシーム キアロスタミ
二つ名
- "霜降りジーンズはダテジャナイヨ!!"

如月 京也（きさらぎ きょうや）
二つ名
- "喧嘩屋ホスト 今宵貴女とガチンコです♥"

### 深川乱闘軍團 賊軍
蛇窪 康政（へびくぼ やすまさ）
團長。
二つ名
- "下町のラトルスネイク"

鏑木 次郎（かぶらぎ じろう）
副團長。
二つ名
- "愚か者人生悔いなし迷いなし"

菱川 仁義（ひしかわ じんぎ）
挺身切り込み隊長。
二つ名
- "時代遅れの鉄火肌"

天宮 輝民（あまみや てるみん）
二つ名
- "心優しきてるてるフランケン"

### R.O.S.E.
権田 ヒロミ（ごんた ヒロミ）
ヘッド。
二つ名
- "渋谷の癒し系タコ殴り坊主"
- "赤鬼ゴブリン"

### SINCE1969 横須賀SKIN HEADS 怒撫鼠（どぶねずみ）
壬生狼 丈一郎（みぶろ じょういちろう）
リーダー。
二つ名
- "ドブ板通りの一枚看板"
- "魂に五匹の虎を飼う男"
- "壬生狼のジョー"

司罵咲 コウ爾（しばさき こうじ）
二つ名
- "薔薇バラ婆羅門狂い咲き"

#### SINCE1999 怒撫鼠オンナ部隊 麝香猫
鈴原 楼緒麻（すずはら ろーま）
女王。
二つ名
- "風紀紊乱豪腕クレオパトラ"

### PURPLE RAIN COATS
桑名 将洋（くわな まさひろ）
ヘッド。
二つ名
- "京浜バイオレット・プリンス No.1"
- "英二さんの魂は今も俺の胸に…"

### 新神奈川亞鵜斗籠雷駄亞厨（アウトローライダーズ）餓衆連合 HYDRO-High-JACKER
百歩田 驫童（ひゃっぽだ ひゅんど）
リーダー。
二つ名
- "地の果ての荒涼堕天使"

## 単行本
少年チャンピオン・コミックスより刊行。全8巻。
1. 2003年4月7日発売 ISBN 4-253-20440-6
2. 2003年6月5日発売 ISBN 4-253-20441-4
3. 2003年8月7日発売 ISBN 4-253-20442-2
4. 2003年10月16日発売 ISBN 4-253-20443-0
5. 2003年12月18日発売 ISBN 4-253-20444-9
6. 2004年2月19日発売 ISBN 4-253-20445-7
7. 2004年4月22日発売 ISBN 4-253-20446-5
8. 2004年6月24日発売 ISBN 4-253-20447-3